# 三井康平
三井 康平（みつい こうへい、1934年6月15日 - ）は、日本の経営者。クボタ社長を務めた。兵庫県出身。

## 経歴
1957年に大阪大学経済学部経済学科を卒業し、同年に久保田鉄工に入社。
1982年7月に資材部長に就任し、教育部長、人事部長、取締役、常務、専務を経て、1992年6月に副社長に就任し、翌年6月には社長に昇格した。1999年に水道用ダクタイル鋳鉄管の不当カルテル事件により、社長を辞任。